# Națiune titulară
O națiune titulară este un grup etnic într-un stat, de la care este preluat numele acelui stat.
De exemplu, numele România provine de la români.
Noțiunea de "națiune titulară" a fost introsusă pentru prima dată de Maurice Barrès, romancier, politician, individualist și naționalist francez în secolul al XIX-lea. După Barrès, aceasta, este grupul etnic dominant, pe baza limbii și culturii, fundamentată pe sistemul de învățământ în stat. 
Barrès contrasta între termenii de națiune titulară și minoritate etnică, astfel el considera că statul-națiune poate fi puternic doar în două cazuri: minoritățile naționale și diasporele trebuie să păstreze loialitatea față de starea națiunii titulare, iar națiunea titulară trebui să-și susțină minoritățile naționale aflate în străinătate. 
Clasificarea sa, Barrès a prezentat-o în timpul scandalului politic (cu context etnic), cunoscut ca Afacerea Dreyfus (1894).